# カンムリサギ
カンムリサギ（冠鷺、学名：Ardeola ralloides）は、ペリカン目サギ科に分類される鳥類の一種。

## 分布
ヨーロッパ南部や中近東で繁殖し、冬季はサハラ砂漠以南のアフリカに渡り越冬する。

## 形態

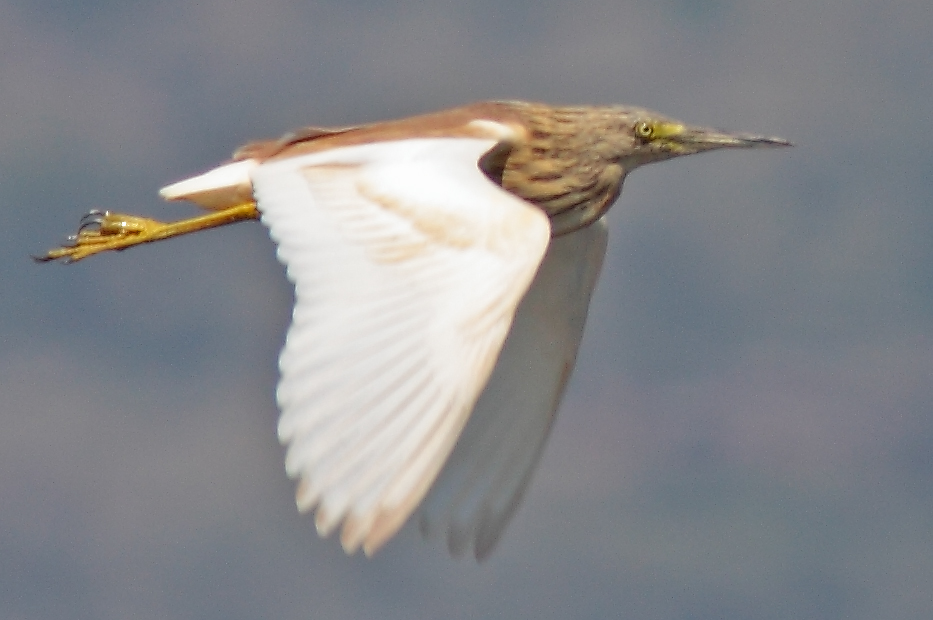
飛翔するカンムリサギ

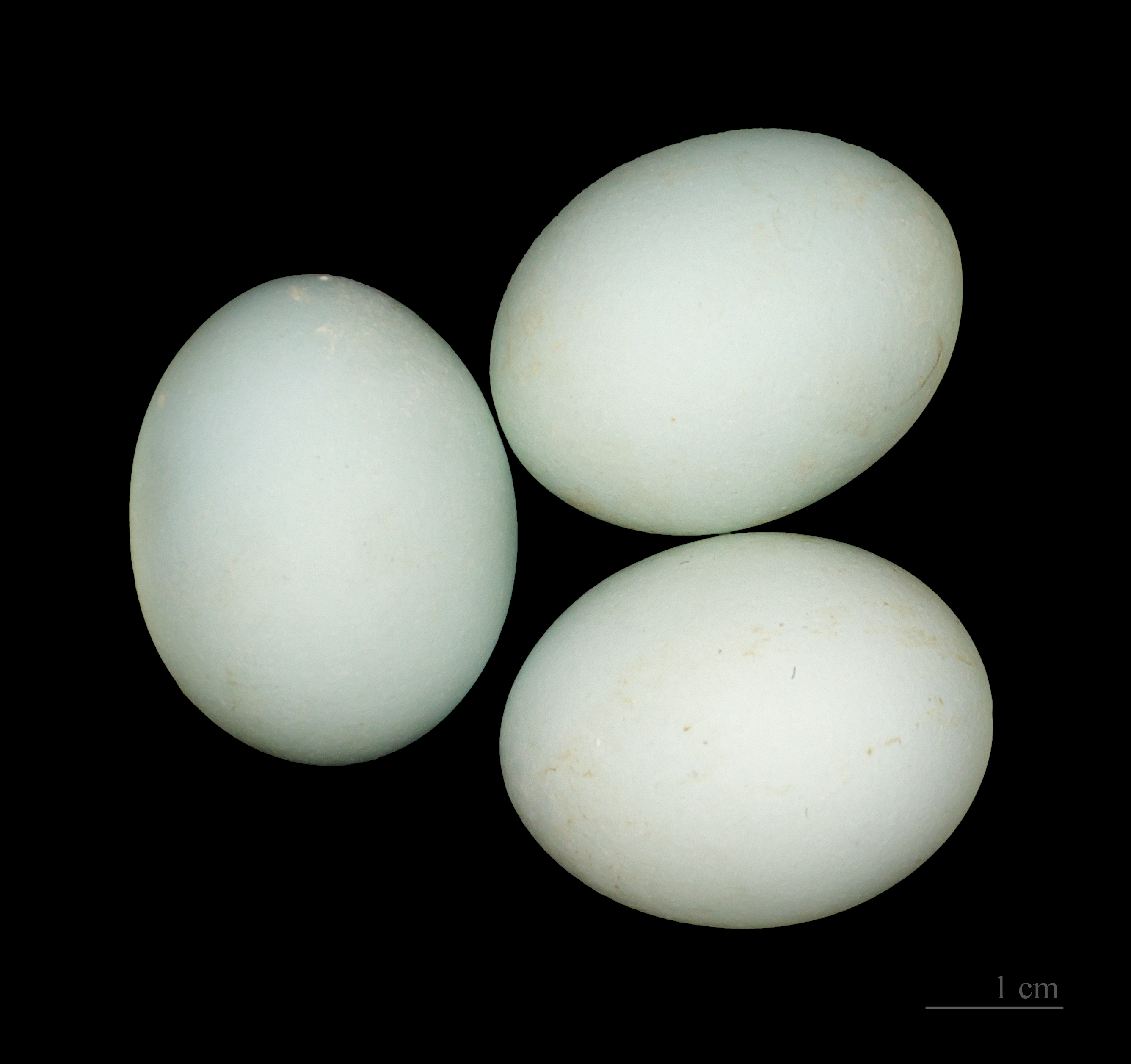
Ardeola ralloides

体長40-49 cm、翼開長82-95 cm。首が短く嘴が太短い。体は淡褐色で頭と首に縦縞模様がある。地上では淡褐色の鳥だが、翼が白色で飛翔すると白色が目立つ。頭の後ろに繁殖期になると目立つ長い飾り羽がある。

## 生態
アシ原や海岸などに生息する。
小魚、カエル、昆虫を主に捕食する。
繁殖期にはサギ科の仲間で湿地に集まりコロニーを形成し、樹上や草原に木の枝で巣を作る。巣材は雄が集め、造巣は雌が行う。1腹4-6個の卵を産み、抱卵期間は22-24日である。抱卵は雌が行い、育雛は雌雄共同で行う。雛は35-45日で巣立ちする。